# Radvilė
Radvilė ist ein litauischer weiblicher Vorname, abgeleitet von Radvila. Die männliche Form ist Radvilas. 

## Personen
- Radvilė Morkūnaitė-Mikulėnienė (* 1984), Politikerin, Europarlamentarin und Seimas-Parlamentsvizepräsidentin, Ministerin für Bildung, Wissenschaft und Sport